# Bozóky Alajos
Bozóki Bozóky Alajos (Buda, 1842. december 30. – Nagyvárad, 1919. december 7.) jogtudós, királyi tanácsos, királyi jogakadémiai igazgató.

## Családja
Bozóky Mihály, a helytartótanács hivatalnokának fia, Bozóky János igazgató-tanár testvéröccse, Bozóky Gyula (1878–1954) honvédtiszt édesapja, Bozóky László fizikus nagyapja.

## Életpályája
Középiskoláit 1862-ben szülővárosában, a jogot 1866-ban a budapesti egyetemen végezte. Miután a jogtörténelmi és bírói államvizsgát letette, 1867. július 7-én jogtudorrá avatták. Egy ideig a magyar királyi helytartótanácsnál, majd a közoktatási minisztériumban mint fogalmazó-gyakornok szolgált. Azután báró Eötvös József vallás- és közoktatási miniszter állami ösztöndíjjal külföldre küldte, ahol Heidelbergben Vangerowot, a világhírű romanistát hallgatta és az 1867-68. tanév alatt még Brüsszelt, Londont, Párizst és Strasbourgot is meglátogatta. 1868 nyarán bejárta Németországot és azután Svájcon és Felső-Olaszországon át haza tért, mire a nagyváradi király jogakadémiánál a római és egyházjogi tanszékre helyettes tanárrá nevezték ki. Miután a római jogból egyetemi magántanárrá képesítette magát, rendkívüli, 1871. szeptember 19-én pedig rendes tanár lett. 1879-től a nagyváradi királyi jogakadémia igazgatója volt. 1888-ban a Szent István Társulat irodalmi osztályának tagjává választotta; 1889. május 20-án királyi tanácsosi címet nyert.

## Írásai
Jogi, államtudományi, társadalmi és közművelődési cikkei megjelentek a Jogtudományi Közlönyben (1863-tól), a Reformban, a Nagyváradban, melynek 1875-től rendes munkatársa, névtelenül; a magyar jogászgyűlés évkönyveiben (1872,  1879,  1882, 1889.), az Archiv für kath. Kirchenrechtben (1873. 1880-81. 1883.), a bécsi Tagespresseben, az Alma Mater szakközlönyben (1877-78.), a berlini Deutsche Juristische Zeitungban (1878.), Nemzetben (1884. 350. sz.), a Századokban (1885.), a Kath. Szemlében (1887-88,  1890.), a Magyar Könyv-Szemlében (1887.), az Egyet. Lapokban (1889.), az Ország-Világban (1889.) és Jogi Szemlében (1890,  1891.)
Jegyei: B-y, y. (régebben a Jogtud. Közlönyben és a Reformban.)

## Munkái
- A világtörténet átnézete synchronistikai táblákban, különös tekintettel Magyarország történetére. Buda, 1863. (2. kiad. Buda, 1867.)
- Ezeregy éj, ifjusági irat. Buda, 1864. (Claudius G. C. után névtelenül. 2. kiadás. Buda, 1870.)
- Praetori jog. A pesti egyetem által koszorúzott pályamű. Pest, 1866. (Ism. Jogtud. Közlöny.) Online
- A börtönügy legujabb haladásai. A pesti egyetem által a Pauler-díjjal koszorúzott pályamű. Pest, 1867.
- A biztosítási ügyről. Pest, 1868. (Tudori értekezés.)
- A római jog institutióinak tankönyve. Pest, 1870. (Ism. Jogtudományi Közlöny. 2. jav. és bőv. kiadás. 1875. 3. kiadás. 1880. 4. jav. és bőv. k. 1885. Pest) Online
- A jogi személyekről. Nagyvárad, 1870. (Székfoglaló értekezés.)
- Az egyházi jog tankönyve. Pest, 1871.
- A nagyváradi jogakadémia vázlatos története alapításától az 1870/1. tanév végeig. Nagyvárad, 1872.
- Eszmetöredékek hazai főtanodáink reformjához. Nagyvárad, 1873.
- A római jog pandektáinak tankönyve. Budapest, 1874. (Ism. Jogtud. Közl.)
- A köteles részről. A m. tud. akadémia által dicséretre méltatott pályamű. Nagyvárad, 1874. (Ism. Jogtud. Közl. 1875.)
- A n.-váradi kir. jogakadémia vázlatos története az 1871/2-1873/4. években. Nagyvárad, 1874.
- Római perjog. Nagyvárad, 1878. (2. kiadás. Uo. 1885.)
- Római világ művelődéstörténeti rajzok Augustustól az Antoninusok korának bezártáig. Nagyvárad, 1883. 464 l.
- A római nők. Felolvasás. Nagyvárad, 1883.
- Pompeji. Fölolvasás. Nagyvárad, 1883.
- Római világ. Művelődéstörténeti rajzok Friedländer L. nyomán. Budapest, 1883-84. Két kötet. (A Magyar Nemzet Családi Könyvtára 62-69. és XVIII. XIX. köt. Ism. Bud. Szemle XLVII.)
- A rómaiak nyilvános játékai. Fölolvasás. Budapest, 1885.
- Mit hittek a rómaiak? Fölolvasás. Budapest, 1886.
- Gajus római jogi institutióinak négy könyve. Budapest, 1886. (Bevezetéssel és jegyzetekkel. Ism. Egyet. Philol. Közlöny 1888.)
- Ugyanaz csupán magyarúl. Budapest, 1886.
- M. Tullius Ciceronak védbeszéde P. Sulla mellett. Budapest, 1887.
- A római rabszolgaélet. Fölolvasás. Győr, 1887.
- M. Tullius Ciceronak I. II. XIV. philippikája. Nagyvárad, 1887. (Ism. Egyet. Philol. Közlöny 1888.)
- M. Tullius Ciceronak válogatott levelei, ford. jegyzetekkel Nagyvárad, 1888.
- A nagyváradi kir. akadémia százados multja 1788-1888-ig. Budapest, 1889.
- A nagyváradi kir. akadémia százéves fennállásának emlékünnepélye. Nagyvárad, 1889.
- Felolvasások Rómában. Fölolvasás. Nagyvárad, 1889.
- Az ausztriai magánjog rendszere. I. füzet. Budapest, 1891.
- Római magánjog: 1-2.. Pozsony, 1899. (Tudományos Zsebkönyvtár)
- Magyar katholikus egyházi jog. Pozsony, 1899. (Tudományos Zsebkönyvtár)
- Az első keresztény kodifikáció. Budapest, 1905.

Szerkesztette a nagyváradi király jog- és államtudományi kar Almanachját 1874/5-től, ahol megnyitó beszédei is megjelentek.